# Bonnet de nuit
Le bonnet de nuit était très en vogue en Europe au XVIIIe siècle, où les hommes avaient souvent le crâne rasé pour porter des perruques. Il était en coton, soie ou velours. Il se portait en intérieur et non pour dormir[réf. nécessaire]. 

## Historique
Apparu au Moyen Âge, le port du bonnet, de jour comme de nuit s'est généralisé en Occident jusqu’à la fin du XIXe siècle. Le bonnet existe depuis dans l'Antiquité avec le pileus, bonnet en feutre qui a inspiré le bonnet phrygien .

## Usage

### Chez les adultes
Au XXe siècle, le bonnet de nuit a surtout une fonction protectrice pour vos cheveux et le cuir chevelu. Les cheveux des femmes comme ceux des hommes peuvent potentiellement se casser lors des frictions entre ces derniers et le tissu de l’oreiller, notamment ceux qui sont fabriqués en coton. Si vous avez créé une coiffure spécifique, comme des boucles, des tresses ou un lissage, un bonnet de nuit peut aider à maintenir la coiffure en place, prolongeant ainsi sa durée.

### Dangerosité pour les nourrissons
Selon certains spécialistes en puériculture, l'usage du bonnet de nuit ou d'un sweat à capuche est totalement contre-indiqué pour un nourrisson. Une experte australienne a en effet indiqué que les vêtements à capuche, mais aussi tous les couvre-chefs doivent absolument être retirés lors de la sieste ou du sommeil, ces accessoires présentant un risque d’étouffement chez les jeunes enfants.

## Dans la culture populaire

### Dans la chanson
- Le chant militaire de l'Armée d'Afrique écrit en 1846 intitulée La Casquette du père Bugeaud évoque un épisode de la vie du Maréchal Bugeaud qui survint lors d'une attaque nocturne contre son camp durant l'intervention française en Algérie durant le règne de Louis-Philippe. Le combat achevé contre ses assailants qui l'avaient surpris durant son sommeil, le maréchal s'aperçut, « à la lueur des feux du bivouac, que tout le monde souriait en le regardant : il porte la main à sa tête, et reconnaît qu'il était coiffé d'un simple bonnet de coton. »[5].

### Dans la littérature
- Mon Bonnet de nuit,  Impr. de la Société typographique, Neuchâtel (1784) est une œuvre de Louis-Sébastien Mercier. (Lire en ligne.)